# Dependență de calculator
Dependența de calculator poate fi descrisă ca utilizare excesivă sau compulsivă a calculatorului, care persistă în ciuda consecințelor negative grave pentru persoana in cauza, socială sau profesională. O altă conceptualizare clară este făcută de aspectul declarativ: "Conceptual, diagnosticul este o compulsie - o tulburare din spectrul impulsiv care implică utilizarea on-line și/sau offline a calculatorului și este formată din cel puțin trei subtipuri: jocuri de noroc excesiv, preocupări sexuale și e-mail/mesaje text". În timp ce se aștepta ca acest nou tip de dependență să-și găsească un loc în tulburările compulsive din DSM 5, în ediția curentă a Manualului statistic al Diagnosticului tulburarilor Mentale ea este încă considerată neoficial drept o tulburare.

## Descriere
Conceptul de dependentă de calculator este în general împărțit în două tipuri și anume: deconectat sau off-line și dependență de computer on-line. Termenul "Dependentă de calculator" este utilizat în mod normal, atunci când se vorbește despre dependenta excesivă de jocurile de noroc, care poate fi practicată atât offline cat și on-line. Dependența de calculator on-line este, de asemenea, cunoscută sub numele de dependență de internet și capătă, în general, mai multă atenție in cercetarea științifică decât dependența offline de calculator, în principal din cauza ca cele mai multe cazuri de dependența de calculator sunt legate de utilizarea excesivă a internetului.
Deși dependență este un termen folosit de obicei pentru a descrie substanțe, dependența poate fi de asemenea folosit pentru a descrie utilizarea internetului în sens patologic. Experții în dependența de internet au descris acest sindrom ca o persoană care utilizeaza intens internetul, respectiv utilizarea prelungită a internetului, utilizarea necontrolată a internetului, aflată în imposibilitatea de a utiliza internet cu eficiență, nefiind interesată de lumea din afară, care nu petrece timpul cu oamenii din lumea exterioară, și o creștere în singurătate și respingere a acestora.
Cu toate acestea, nu toate persoanele care petrec multe ore în fiecare zi pe computer sunt considerate și a fi dependente. Există multe utilizări pentru calculatoare și internet și în multe cazuri, o persoană poate petrece 6 sau mai multe ore într-o zi pe computer fără a fi însă considerată un dependent. 
Fiecare situație în parte este diferită și prin urmare, nu există nici un anumit număr de ore de la care este (sau nu este) considerat un potențial de dependență de calculator.

## Legături externe
- Ultimele știri din presa românească despre „Dependența de calculator” la Newskeeper

## Vezi și
- Agresiunea pe Internet
- Patologia de calculator